# Stefanie Hartz
Stefanie Hartz (* 1973) ist eine deutsche Erziehungswissenschaftlerin.

## Leben
Nach der allgemeinen Hochschulreife 1992 an dem Von der Leyen Gymnasium Blieskastel studierte sie von 1992 bis 1994 Erziehungswissenschaft mit den Nebenfächern Psychologie und Politikwissenschaften an der Universität des Saarlandes (Magisterstudiengang). Nach dem Studium (1994–1997) der Diplompädagogik an der Universität Trier war sie von 1998 bis 2002 	Mitarbeiterin am Lehrstuhl für Berufs- und Wirtschaftspädagogik an der Ruhr-Universität Bochum bei Klaus Harney. Nach der Promotion zum Dr. phil. in Bochum 2002 ist sie seit 2008 Professorin an der TU Braunschweig am Institut für Erziehungswissenschaft und Leiterin der Abteilung Weiterbildung und Medien.
Ihre Forschungsschwerpunkte sind Governance, Struktur und Steuerung in und von Organisationen, Organisation, Steuerung und Management, Teilnahmestrukturen in der Weiterbildung, Lehr-Lernforschung, Kompetenzentwicklung von Lehrenden, Transferbedingungen und Weiterbildungs- und Hochschulforschung.

## Schriften (Auswahl)
- Biographizität und Professionalität. Eine Fallstudie zur Bedeutung von Aneignungsprozessen in organisatorischen Modernisierungsstrategien. Wiesbaden 2004, ISBN 3-8100-4073-8.
- mit Klaus Meisel: Qualitätsmanagement. Bielefeld 2011, ISBN 978-3-7639-4264-0.
- Qualität in Organisationen der Weiterbildung. Eine Studie zur Akzeptanz und Wirkung von LQW. Wiesbaden 2011, ISBN 978-3-531-17485-3.